# Johan Baston
Johan Baston (eller Paston) (flor. 1557) var en nederlandsk sanger og komponist, en af de musikere som under Christian III indkaldtes til det kongelige kantori i København, hvor han fik ansættelse som sangmester 1557.
Inden han kom hertil, havde han været i Tyskland, og han anføres 1555 som altist i det sachsiske hofkantori. At han gjaldt for en fremragende kapacitet, kan sluttes deraf at han var den af Christian III's daværende tre nederlandske sangmestre som oppebar den højeste løn.
Hans ophold ved det danske hof blev imidlertid kun af kortere varighed, idet han allerede blev afskediget toårsdagen efter sin ansættelse. Senere kom han vistnok til Sverige. Fra hans virksomhed her i landet skriver sig et par kompositioner over koralmelodierne Christ ist erstanden og Christ lag in Todes Banden, der findes i det ene af de to sæt håndskrevne nodebøger fra Christian III's kantori som endnu er bevaret. Musiksamlinger, udkommet i Antwerpen i årene 1543-55, indeholder motetter og franske chansons af hans komposition.

## Værker
- Kirkelige værker med sikker komponistidentificering
  - „Confitebor tibi domine“ for fem stemmer
  - „Congregati sunt inimici nostri“ for seks stemmer
  - „Conscientias nostras“ (1914 verbrannt)
  - „Delectare in domino“ for fire stemmer
  - „Discedite a me omnes“ for fem stemmer
  - „Domini est terra“ for fire stemmer
  - „Eheu dolor“ for seks stemmer
  - „Factum est cor meum“ for fire stemmer (1914 brændt)
  - „Qui confidunt in Domine“ for fem stemmer
  - „Si pauper nihil auferat“ for fire stemmer
  - „Virgo gloriosa Caecilia“ for seks stemmer
- Kirkelige værker med usikker komponistidentificering
  - „Christus resurgens a mortuis“ zu vier Stimmen; tilskrevet dels Baston, dels Jean Richafort, dels Heinrich Glarean, sandsynligvis af Richafort
  - „Domine ne in furore“ zu vier Stimmen; tilskrevet dels Baston (1914 brændt), dels Philippe Verdelot, dels Josquin, dels Thomas Stoltzer, dels anonym, sandsynligvis af Verdelot
  - „Dum transisset sabbatum“ for fem stemmer; tilskrevet dels Baston, dels Johannes de Cleve, dels anonym, sandsynligvis af Baston
  - 1 Motette zu vier bis sechs Stimmen, fremkom i Düsseldorf 1561, forsvundet efter 2. verdenskrig
- Kirkelige værker, som med meget stor sandsynlighed er tilskrevet Johann Baston (Paston)
  - Missa „Bewahr mich Herr“ for fem stemmer
  - „Allein zu dir her Jesu Christ“ for tre stemmer
  - „Aspice domine“ for tre stemmer
  - „Christ ist erstanden, Christ lag in Todesbanden“ for fem stemmer
  - „Emitte domine sapientiam“ for tre stemmer
  - „Gott ist mein Licht“ for fire stemmer
  - „Postquam consumati sunt“ for tre stemmer
  - „Sancta trinitas“ for tre stemmer
  - „Si bona suscepimus“ for tre stemmer
  - „Spes mea domine“ for tre stemmer
- Verdslige franske Chansons
  - „Accordez moy que vestre soye“ for fem stemmer
  - „Au despartir mon cueur“ for fire stemmer
  - „C’est a grant tort qu’on dict“ for fire stemmer
  - „Contre raison me donnes martire“ for fire stemmer
  - „Crainte et espoir m’oppressant“ for fire stemmer
  - „Dame per ta rudesse“ for fire stemmer
  - „D’argent me plains“ for fire stemmer
  - „Doulce me memoire“ for tre stemmer
  - „Entre vous filles de quinze ans“ for fire stemmer
  - „Fors seulement rigueur torment“ for fire stemmer
  - „Je voy amy comme ailleurs“ for fire stemmer
  - „Languir me fais“ for fem stemmer
  - „Le bon espoir“ for fem stemmer
  - „Le content est riche“ for tre stemmer
  - „Long temps ya sous“ for fem stemmer
  - „Mon pauvre cueur qui sans“ for fire stemmer
  - „Mon triste cueur plain de melancolye“ for fire stemmer
  - „Puis que malheur me tient“ for fem stemmer
  - „Sans la changer constant“ for fire stemmer
  - „Sans ton secours“ for fem stemmer
  - „Si je sais dueil“ (for ukendt antal stemmer, bevaret er kun og Quintus)
  - „Si loyal amour“ for fire stemmer
  - „Si mon languir t’est grant contentement“ for fire stemmer; Intabulierung i Hortus musarum, Löwen 1552
  - „Si par aymer et souffir“ for fire stemmer
  - „Si tu te plains d’amour“ for fire stemmer
  - „Toutes le nuicts aussi vient“ for fire stemmer; hertil Kontrafaktur „Heut ist geboren Gottes Sohn“
  - „Triste confortée a tousjours“ for tre stemmer
  - „Ung souvenir me conforte et contente“ for fem stemmer
  - „Ung souvenir en fermete“ for fire stemmer
  - „Veuillant fuyr“ for fire stemmer
  - „Vivr’ en espoir“ for fire stemmer
  - „Vostre a jamais par heritage“ for fem stemmer
- Chansons med tvivlsom forfatter
  - „Je prens en gré la dure mort“ for seks stemmer; tilskrevet dels Baston, dels Jacobus Clemens non Papa, dels Clément Janequin,dels Rogier Pathie, dels anonym, am ehesten wohl von Clemens non Papa
- Nederlandske Lieder (alle for fire stemmer)
  - „Een gilde heeft syn“
  - „Een gilde jent“
  - „Een meysken was vroech“
  - „Lecker Beetgen“
  - „Lyden en verdraghen“
  - „Naelde, naelde“
  - „Verheucht u nu“